# 3164 Праст
3164 Праст (3164 Prast) — астероїд головного поясу, відкритий 24 вересня 1960 року.
Тіссеранів параметр щодо Юпітера — 3,184.